# Калипари, Никола
Нико́ла Кали́пари (итал. Nicola Calipari; 23 июня 1953, Реджо-ди-Калабрия, Калабрия — 4 марта 2005, Багдад) — итальянский полицейский, сотрудник Агентства информации и внешней безопасности генерал-майор. Был предположительно случайно убит в Ираке солдатами армии США, когда сопровождал недавно освобождённую итальянскую заложницу, журналистку Джулиану Сгрена, в международный аэропорт Багдада.

## Биография
В 1965 вступил в скаутскую организацию «Aspromonte» Итальянской ассоциации католических скаутов (ASCI), в 1973 стал скаутским лидером в группах Reggio Calabria 1 и Reggio Calabria 3 AGESCI. Затем получил диплом юриста в Мессинском университете.
В 1979 году поступил на службу в полицию и стал сотрудником. С сентября того же года до 1982 года был комиссаром на испытательном сроке, сначала в мобильной бригаде, а затем руководителем патрульной бригады полицейского управления Генуи. При этом в 1980 году он был отправлен в отпуск для прохождения военной службы. 
С 1982 года по май 1989 занимал различные должности, в том числе руководителя мобильной группы, а затем заместителя начальника кабинета полицейского управления Козенцы. 
В 1988 году прошёл трёхмесячную миссию по сотрудничеству с Австралийским национальным управлением по борьбе с преступностью с целью подтверждения фактического существования мафии Ндрангеты на австралийском континенте. 
С мая 1989 года по 1993 год служил в полицейском управлении Рима, а с 1993 по 1996 год там же был заместителем руководителя мобильной группы полицейского управления, с 1996 года на высших руководящих должностях. В 1990-е участвовал в нескольких операциях по спасению людей, похищенных Ндрангетой и другими преступными организациями в Италии. С 1999 по ноябрь 2000 года был директором 3-го и 2-го отделов Центральной оперативной службы (SCO) Центрального управления криминальной полиции.
С ноября 2000 по март 2001 года был заместителем министра в Центральном управлении дорожной, железнодорожной, пограничной и почтовой полиции Министерства внутренних дел. 
С марта 2001 по август 2002 года был руководителем Управления по делам иностранцев полицейского управления Рима. Администрация полиции удостоила его рядом наград за успешно проведённые операции судебной полиции, в частности, связанные с борьбой с распространением наркотиков и международным оборотом оружия.
За два года до смерти перешёл на службу в итальянскую военную службу безопасности и разведки (SISMI). Впоследствии стал главой 2-го отдела «Исследования и шпионаж за рубежом» в рамках оперативной деятельности по зарубежным операциям разведывательной службы и назначается на операции, проводимые в Ираке. Во время своего пребывания в должности отвечал за успешно завершённые в 2004 году переговоры об освобождении гуманитарных работниц Симоны Пари и Симоны Торретта, а также трёх сотрудников службы безопасности Умберто Купертино, Маурицио Альяна и Сальваторе Стефио. Затем выступил посредником в освобождении журналистки Джулианы Сгрена. 
Он вместе с Андреа Карпани спас Джулиану Сгрена из рук похитителей при неизвестных обстоятельствах. На обратном пути в международный аэропорт Багдада автомобиль, в котором они ехали, подвёргся обстрелу в спорных условиях со стороны американских солдат, которые установили блокпост для защиты конвоя, перевозившего американского посла Джона Негропонте.
Никто из обстрелявших машину с тремя гражданами Италии не был привлечён к ответственности. Один из стрелявших солдат, Марио Лозано, был привлечён к заочному суду в Италии, однако в 2007 году с него были сняты все обвинения. После известия о его гибели десятки тысяч итальянцев выразили своё уважение Калипари, ставшему национальным героем, на государственных похоронах 8 марта 2005 года в церкви Санта-Мария-дельи-Анджели-э-дей-Мартири в Риме. 
22 марта 2005 президент Итальянской республики Карло Адзельо Чампи посмертно наградил его Золотой медалью за военную доблесть. У него остались жена и двое детей.